# Ждан Ярослав
Ярослав Ждан (псевдо: «Острий»; 1921/1922, м. Чесанів, тепер Любачівський повіт, Підкарпатське воєводство, Польща  — 10/23 квітня 1944) — український військовик, командир загону (куреня) «ім. Б. Хмельницького» («Прилуцького» загону) ВО «Заграва» УПА-Північ.

## Життєпис
Народився близько 1921 чи 1922 року у Чесанові (нині місто в Підкарпатському воєводстві Польщі). За іншою версією є уродженцем Перемишля. Здобув неповну середню освіту. У 1930-ті роки навчався у Холмській гімназії, де долучився до ОУН. У 1939—1941 роках перебував за кордоном, за іншими даними — у Генеральній губернії.
У липні 1941 року у складі похідних груп ОУН прибув на Рівненщину. Був вишкільним інструктором підстаршинської школи ОУН у Клевані. Проте у грудні 1941 року заарештований німецькою жандармерією у Рівному. До жовтня 1942 року ув'язнений у Рівненській в'язниці. У лютому 1943 року призначений чотовим у першій сотні УПА на Поліссі. Саму сотню очолював Григорій Перегійняк («Коробка»), а після загибелі Перегійняка — Никон Семенюк («Ярема»). У березні 1943 року у чоті «Острого» було 30 бійців, підрозділ діяв на теренах Олександрійського району. 25 квітня 1943 року призначений командиром окремого відділу. З травня 1943 року — член Штабу 1-ї групи УПА. Влітку 1943 року у Костопільському районі створює та стає на чолі сотні. У липні 1943 року його сотня разом зі сотнею «Юрка» Дубенського куреня мала бій з радянським партизанським загоном Антона Одухи. Сотня «Острого» охороняла Головний військовий штаб і старшинську школу УПА «Дружинники». У жовтні 1943 року сотня перетворена на курінь під назвою «Костопільський». У листопаді 1943 року «Острий» стає командиром загону (куреня) «ім. Б. Хмельницького» у складі ВО «Заграва» УПА-Північ.
У січні 1944 року очолює загін «Прилуцький» групи «Заграва». За висновком дослідника Олександра Дарованця, насправді цей «Прилуцький» загін — це перейменований та реорганізований у другій половині березня або на початку квітня 1944 року загін «ім. Б. Хмельницького». Зміна назви та переформування загону були пов'язані, з одного боку, з проходженням у січні-березні 1944 року через Волинь та Полісся (з північного сходу на захід) радянсько-німецького фронту, а з іншого — через плани командування УПА, які передбачали послати у східні терени України похідні підрозділи з метою підняття там антирадянського повстання. Під час переходу фронту у січні-лютому 1944 року у підрозділі Ждана було 2 сотні, у яких налічувалося 240 осіб, але незабаром їх стало 5 з чисельністю у 600 бійців. Разом зі своїм загоном брав участь у частих зіткненнях проти військ НКВС. За деякими даними у березні 1944 року загін «Прилуцький» передано від групи «Заграва» до складу групи «Тютюнник», але за звітами УПА це відбулося у серпні 1944 року, тобто вже після смерті Ждана.
Відповідно до листа шефа військового штабу групи «Заграва» Дмитра Корінця («Д. Дмитречка», «Бористена») від 6 квітня 1944 року, командир загону «ім. Остапа» на псевдо «Лебедин» мусив передати командування своїм підрозділом Ярославу Ждану. Але, як зазначає дослідник Олександр Дарованець, «Острий» не встиг стати командиром цього загону. Помер Ярослав Ждан весною 1944 року, проте обставини та час смерті різняться. За першою версію загинув 10 квітня 1944 року у великому бою проти військ НКВС в лісах між селами Берестовець і Жильжа Костопільського району Рівненської області. За свідченнями бійця куреня, у зіткненні взяло участь понад 2000 солдатів НКВС, загинуло та поранено понад 200 повстанців, серед них вбиті — командир куреня Ярослав Ждан, провідник СБ Василь Макар («Безрідний»), сотники Роман Кернтопф («Вихор»), «Вітер», «Звір», поранений — командир ВО «Заграва» Степан Янішевський («Далекий», «Юрій»). Зовсім іншу версію загибелі подає колишній командир ВО «Заграва» Іван Литвинчук («Дубовий»). За ним, Ярослав Ждан загинув 23 квітня 1944 року у Броненському лісі в Березнівському районі, коли на повстанську групу у складі 25 осіб під час постою напав більшовицький загін. Як він пише, крім Ждана, під час бою загинув референт при КП ПЗУЗ Василь Макар («Безрідний») та 17 козаків, був поранений Степан Янішевський («Далекий», «Юрій»), який, втім, зумів втекти. Литвинчук покладає вину за поразку на нового командира ВО «Заграва» Янішевського, який й очолював тоді атаковану групу та неналежним чином подбав про її захист, не виставивши для цього ніякої варти. За версією НКВС, курінь Ярослава Ждана був розбитий протягом 20—24 квітня 1944 року, а він сам вбитий 27 травня 1944 року.
Посмертно від 24 квітня 1944 року надано звання сотника УПА, а його загін став називатися «ім. Острого».